# Свой Труд
Свой Труд — хутор в Кагальницком районе Ростовской области.
Входит в состав Иваново-Шамшевского сельского поселения.

## Население
| 2010 |
| ---- |
| 63   |

## Улицы
- ул. Звёздная,
- ул. Зелёная,
- ул. Космонавтов.